# THE IDOLM@STER LIVE THE@TER DREAMERS
〈THE IDOLM@STER LIVE THE@TER DREAMERS〉(아이돌 마스터 라이브 시어터 드리머즈)는 2015년 9월 30일부터 2016년 3월 23일까지 Lantis에서 발매된 캐릭터 송 CD 시리즈이다.

## 개요
소셜 게임 THE IDOLM@STER MILLION LIVE!의 캐릭터 송 시리즈이다. 〈LIVE THE@TER HARMONY〉에 이은 3번째 앨범 시리즈이다. 01만 싱글로, 02부터는 앨범으로 구성되며 총 6장이 발매되었다.
이전 시리즈와는 달리 듀엣 곡을 수록한 시리즈로 앨범에는 듀엣 곡 5곡에 공통 곡 〈Dreaming!〉 1곡으로 총 6곡에 미니 드라마가 포함된다.
최초 수록곡은 굵게 표시한다.

## 01 Dreaming!
2015년 9월 30일 발매. MILLION LIVE!의 3번째 테마 송 〈Dreaming!〉과 765 MILLIONSTARS!! 버전 〈Welcome!!〉을 수록. 초회 한정판에는 THE IDOLM@STER MILLION LIVE! 3rdLIVE TOUR BELIEVE MY DRE@M!!의 최속 선행 응모권이 동봉된다.
수록곡
1. Dreaming!
노래: 카스가 미라이 (야마자키 하루카)·모가미 시즈카 (타도코로 아즈사)·이부키 츠바사 (Machico)
작사: 마사키 에리카, 작곡: BNSI (사토 타카후미), 편곡: Arte Refact
2. Welcome!!
노래: 765 MILLIONSTARS!!
작사: 사사키 에리, 작곡·편곡: BNSI (사토 타카후미)
3. Dreaming! (Off Vocal)
4. Welcome!! (Off Vocal)

## 02
2015년 10월 28일 발매.
수록곡
1. Overture
2. Dreaming!
노래: 아마미 하루카 (나카무라 에리코), 카스가 미라이 (야마자키 하루카), 시죠 타카네 (하라 유미), 키타카미 레이카 (히라야마 에미), 키타자와 시호 (아마미야 소라), 줄리아 (테라카와 아이미), 타카츠키 야요이 (니고 마야코), 토코로 메구미 (후지이 유키요), 나나오 유리코 (이토 미쿠), 모치즈키 안나 (나츠카와 시이나), 야부키 카나 (키도 이부키)
작사: 마사키 에리카, 작곡: BNSI (사토 타카후미), 편곡: Arte Refact
3. 765PRO LIVE THE@TER 센다이 공연 개연!
4. 머나먼 미래(ハルカナミライ 하루카나미라이[*])
노래: 아마미 하루카 (나카무라 에리코)×카스가 미라이 (야마자키 하루카)
작사: 후지모토 노리코, 작곡·편곡: 마스타니 켄
5. 성장Chu→LOVER!!
노래: 모치즈키 안나 (나츠카와 시이나)×나나오 유리코 (이토 미쿠)
작사: 마사키 에리카, 작곡: 쿠와바라 사토루 (Arte Refact), 편곡: 사카이 타쿠야 (Arte Refact)
6. 이스케이프
노래: 줄리아 (테라카와 아이미)×토코로 메구미 (후지이 유키요)
작사: 키미코, 작곡·편곡: AstroNoteS
7. Eternal Spiral
노래: 타카츠키 야요이 (니고 마야코)×야부키 카나 (키도 이부키)
작사: 마츠이 요헤이, 작곡·편곡: AstroNoteS
8. piece of cake
노래: 키타카미 레이카 (히라야마 에미)×키타자와 시호 (아마미야 소라)
작사: 마츠이 요헤이, 작곡·편곡: AstroNoteS
9. Bonus Talk

## 03
2015년 12월 2일 발매.
수록곡
1. Overture
2. Dreaming!
노래: 키사라기 치하야 (이마이 아사미), 스오우 모모코 (와타나베 케이코), 토쿠가와 마츠리 (스와 아야카), 니카이도 치즈루 (노무라 카나코), 하기와라 유키호 (아사쿠라 아즈미), 하코자키 세리카 (아사쿠라 모모), 바바 코노미 (타카하시 미나미), 마카베 미즈키 (아베 리카), 미야오 미야 (키리타니 초초)、모가미 시즈카 (타도코로 아즈사)
작사: 마사키 에리카, 작곡: BNSI (사토 타카후미), 편곡: Arte Refact
3. 765PRO LIVE THE@TER 나고야 공연 개연!
4. 얼라이브 팩터(アライブファクター)
노래: 키사라기 치하야 (이마이 아사미)×모가미 시즈카 (타도코로 아즈사)
작사·작곡: 후지모토 노리코, 편곡: 후쿠토미 마사유키
5. Persona Voice
노래: 니카이도 치즈루 (노무라 카나코)×하기와라 유키호 (아사쿠라 아즈미)
작사: 마사키 에리카, 작곡·편곡: 야마구치 아키히코
6. Cut. Cut. Cut.
노래: 스오우 모모코 (와타나베 케이코)×마카베 미즈키 (아베 리카)
작사: 마츠이 요헤이, 작곡·편곡: 무츠키 슈헤이
7. Smiling Crescent
노래: 하코자키 세리카 (아사쿠라 모모)×미야오 미야 (키리타니 초초)
작사: 마츠이 요헤이, 작곡·편곡: 이타가키 유스케
8. Decided
노래: 토쿠가와 마츠리 (스와 아야카)×바바 코노미 (타카하시 미나미)
작사: 유키 아이라, 작곡·편곡: 야마구치 아키히코
9. 765PRO LIVE THE@TER 나고야 공연 종연 후

## 04
2015년 12월 23일 발매.
수록곡
1. 765PRO LIVE THE@TER 후쿠오카 공연 전 날
2. 765PRO LIVE THE@TER 후쿠오카 공연 4시간 전
3. Dreaming!
노래: 아키즈키 리츠코 (와카바야시 나오미), 이부키 츠바사 (Machico), 에밀리 스튜어트 (카하라 유우), 가나하 히비키 (누마쿠라 마나미), 사타케 미나코 (오오제키 에리), 시노미야 카렌 (콘도 유이), 타카야마 사요코 (코미카타 유리), 텐쿠바시 토모카 (코이와이 코토리), 나카타니 이쿠 (히라시마 아카리), 미나세 이오리 (쿠기미야 리에)
작사: 마사키 에리카, 작곡: BNSI (사토 타카후미)), 편곡: Arte Refact
4. 심층 머메이드
노래: 이부키 츠바사 (Machico)×가나하 히비키 (누마쿠라 마나미)
작사: 카라사와 미호, 작곡·편곡: 무츠키 슈헤이
5. HELLO, YOUR ANGEL♪
노래: 텐쿠바시 토모카 (코이와이 코토리)×나카타니 이쿠 (히라시마 아카리)
작사: 마사키 에리카, 작곡·편곡: 스즈키 히로아키
6. G♡F
노래: 아키즈키 리츠코 (와카바야시 나오미)×시노미야 카렌 (콘도 유이)
작사·작곡·편곡: KOH
7. little trip around the world
노래: 에밀리 스튜어트 (카하라 유우)×미나세 이오리 (쿠기미야 리에)
작사: 마츠이 요헤이, 작곡·편곡: yuxuki waga (fhána)
8. Melody in scape
노래: 사타케 미나코 (오오제키 에리)×타카야마 사요코 (코미카타 유리)
작사: 마사키 에리카, 작곡·편곡: 미츠마스 하지메
9. 765PRO LIVE THE@TER 후쿠오카 공연 종연 후

## 05
2016년 1월 27일 발매.

## 06
2016년 3월 23일 발매.

### 내용주
1. ↑  MILLION LIVE!에 출연하는 아이돌 50인 전원.